# Ренев, Дмитрий Сергеевич
Дмитрий Сергеевич Ренев (род. 25 мая 1987) — российский самбист и дзюдоист, чемпион России по дзюдо 2006 года среди юниоров, бронзовый призёр соревнований по дзюдо на Всероссийской юношеской спартакиаде 2006 года, бронзовый призёр первенства мира по дзюдо среди юниоров 2006 года, бронзовый призёр первенств России по дзюдо среди молодёжи 2007 и 2009 годов, бронзовый призёр чемпионата России по дзюдо 2012 года, бронзовый призёр чемпионата России по самбо 2014 года, бронзовый призёр этапа Кубка Европы среди взрослых 2009 года, бронзовый призёр этапа Кубка мира среди взрослых 2008 года, мастер спорта России. По дзюдо выступал в средней (до 90 кг) и полутяжёлой (до 100 кг) весовых категориях.

## Спортивные достижения
- Первенство России по дзюдо 2006 среди юниоров — ;
- Дзюдо на Всероссийской юношеской спартакиаде 2006 — ;
- Кубок Европы по дзюдо 2006 среди юниоров — ;
- Первенство мира по дзюдо 2006 среди юниоров — ;
- Первенство России по дзюдо 2007 среди молодёжи — ;
- Первенство России по дзюдо 2009 среди молодёжи — ;
- Чемпионат России по дзюдо 2012 — ;
- Чемпионат России по самбо 2014 — .
- Чемпионат Европы по дзюдо среди полицейских 2016 —
- Чемпионат мира по дзюдо среди полицейских 2017 —
- Чемпионат мира по универсальному бою 2019 —